# NGC 2993
NGC 2993 is een spiraalvormig sterrenstelsel in het sterrenbeeld Waterslang. Het hemelobject werd op 8 februari 1785 ontdekt door de Duits-Britse astronoom William Herschel.

## Synoniemen
- MCG -2-25-15
- Arp 245
- IRAS09434-1408
- PGC 27991